# Andreas Mayer (Koch)
Andreas Mayer (* 30. September 1966 in Raubling) ist ein deutscher Koch.

## Werdegang
Nach der Ausbildung wechselte Mayer zum Restaurant Im Schiffchen bei Jean-Claude Bourgueil in Düsseldorf (drei Michelinsterne) und 1992 zum Landhaus Scherrer bei Heinz Otto Wehmann in Hamburg (ein Michelinstern).
1994 wurde Mayer Küchenchef im Restaurant Maassen in Düsseldorf. 1998 wechselte er zum Restaurant Käfer Schänke der Käfer-Gruppe in München. 2000 ging er als Chef Patissier zur Residenz Heinz Winkler bei Heinz Winkler in Aschau. 

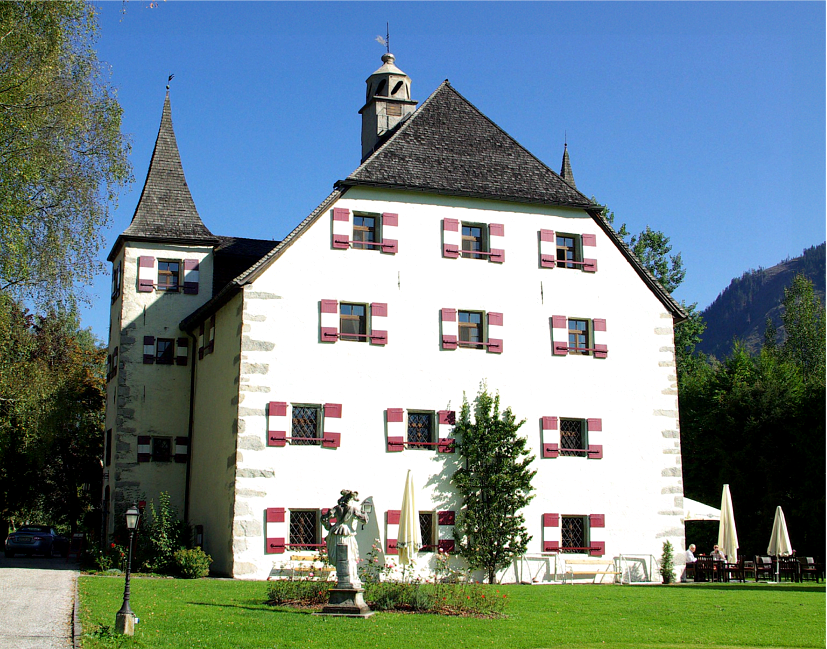
Schloss Prielau

2003 war er Küchenchef im Hotel Vier Jahreszeiten in München und Küchenchef im Palazzo von Eckart Witzigmann in Berlin und München. Es folgte die Produktion von Kochbüchern in Zusammenarbeit mit Witzigmann.
Im Mai 2004 pachtete Andreas Mayer das Hotel Schloss Prielau in Zell am See; Mayer's Restaurant wurde 2009 mit zwei Michelinsternen ausgezeichnet. Seine Küche bezeichnet er als französisch orientiert mit kräftigen Aromen.
Im Sommer 2021 eröffnete er in Saalfelden ein Zweitrestaurant Menschmayer.

## Kochbuch
- Vision – Perfektion – Faszination: Große Küche auf Schloss Prielau. Neuer Umschau Buchverlag, 2010, ISBN 978-3865286765.
- Der Duft von Gemüse: Vegetarische Gerichte für Genießer. Matthaes Verlag, 2022, ISBN 978-3985410538.

## Auszeichnungen (Auswahl)
- 2009: zwei Michelinsterne für Mayer's Restaurant[4]
- 2020: 17 Punkte im Gault Millau